# Doulon
Pour les articles homonymes, voir Doulon (homonymie).
Doulon est une ancienne commune de Loire-Inférieure, limitrophe de Nantes (à l'est), annexée à cette dernière en 1908. Son territoire correspondait pour une grande part à celui d'un des 11 actuels quartiers nantais, appelé Doulon - Bottière (une partie étant aussi désormais intégré à celui de Malakoff - Saint-Donatien).

## Limites
À la veille de son annexion en 1908, le territoire de l'ancienne commune était circonscrit approximativement :
- à l'est, par les limites de la commune de Sainte-Luce-sur-Loire (marqué notamment le ruisseau de l'Aubinière) ;
- au sud, par les bords de Loire ;
- à l'ouest, par le pont de la Moutonnerie (englobant l'actuel quartier de Malakoff-Pré Gauchet)
- au nord, par le boulevard Ernest-Dalby et la route de Sainte-Luce (Départementale 68) jusqu'à la place du Commandant-Cousteau, puis par la route de Paris de Haluchère jusqu'à l'Aubinière.

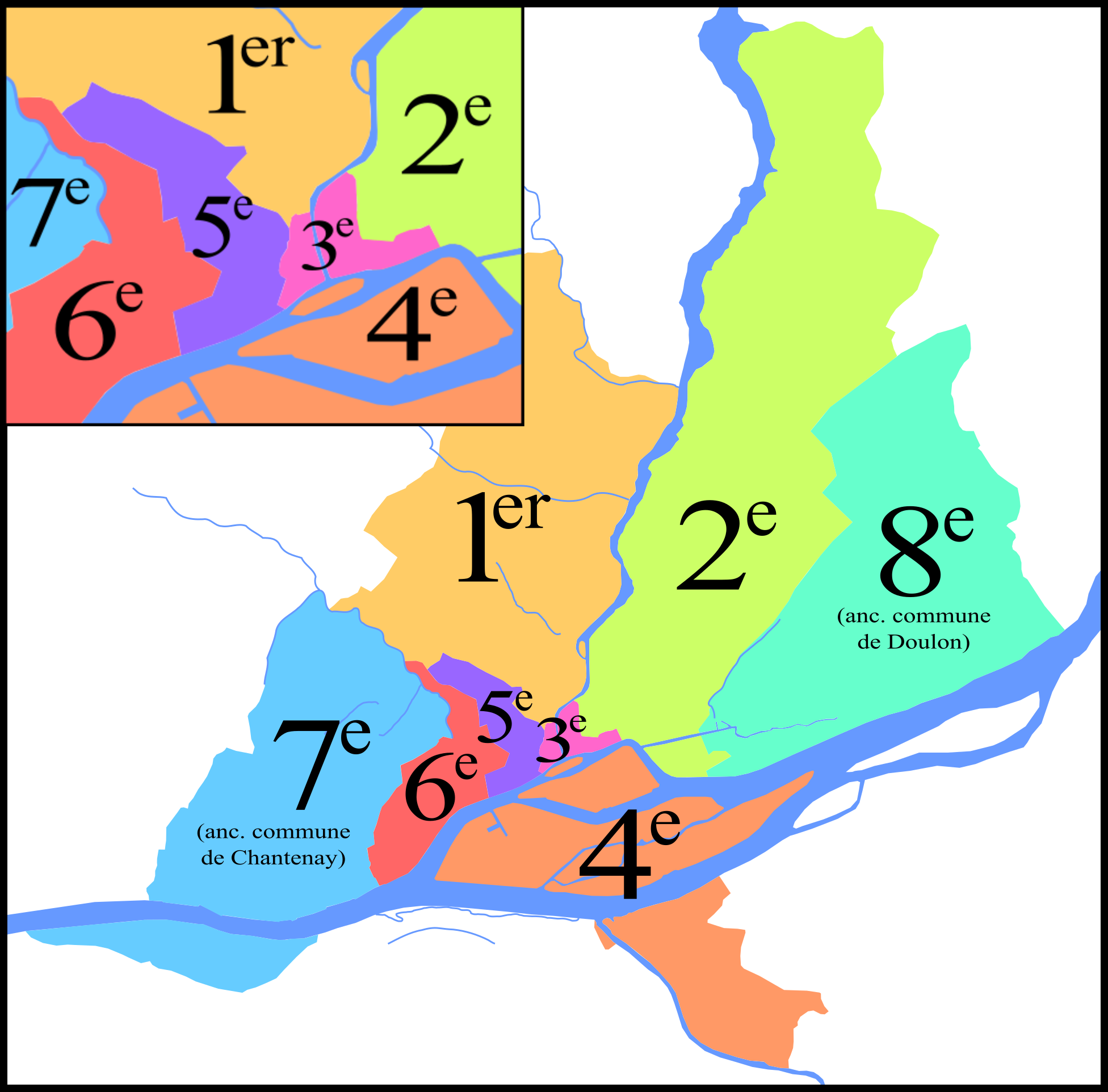
Carte des arrondissements de Nantes en 1926, l'ancienne commune de Doulon correspond au 8e.

## Toponymie
La plupart des étymologistes d'autrefois faisaient procéder le nom de « Doulon » de la racine pré-indo-européenne Tull signifiant « hauteur », « éminence » qui aurait été corrompu pour donner Dol. Cependant aux regards de la topologie des lieux, il serait plus logique d'y voir un dérivé du toponyme celtique Dola qui désigne un pré, vallon, ou tout endroit inondable (comme un marécage) de faible altitude.

## Histoire

### Antiquité
Des fouilles archéologiques effectuées par Léon Maître au début du XXe siècle montrent qu'au début de l'ère chrétienne, existait déjà en ces lieux, un établissement gallo-romain, sur le parcours d'une voie partant de Nantes et située entre la Loire et la route allant vers Angers.

### Moyen Âge
L'abbaye Saint-Médard de Doulon
Doulon apparaît véritablement dans l'histoire sous le règne de Charlemagne. En 786 ou 787, il autorise l'abbaye Saint-Médard de Soissons à créer un monastère dans cet endroit qui fait alors partie de la paroisse Saint-Donatien de Nantes. Une abbaye bénédictine est donc créée, avec les privilèges usuels. Son histoire est mal connue, mais elle est tout de même évoquée par une bulle du pape Eugène II en 824, par une charte du roi Eudes en 893 (confirmation des privilèges) et par une charte du duc Alain Barbetorte en 945 : le contrôle sur l'abbaye de Doulon est alors transféré à l'abbaye de Landévennec.
La paroisse Saint-Médard
La documentation reprend seulement à la fin du XIe siècle avec une charte de Harscoët Ier de Saint-Pierre, seigneur de Retz. Celui-ci détient alors un tiers des dîmes de l'abbaye. Il faudra la menace d'une excommunication, à la suite des décisions du Concile de Rome en 1049, pour que Harscouët rétrocède Doulon à l'évêque Benoît de Cornouaille en 1104.
Durant la seconde moitié du XIe siècle, Constance de Normandie, duchesse de Bretagne possédait à Doulon, le manoir du Petit-Blottereau (voisin de celui du Grand-Blottereau), puisque selon la légende, elle aurait été à l'origine de la fondation d'une chapelle dédiée à la Vierge Marie baptisée « Notre-Dame de Toutes-Aides », à la suite d'un vœu qu'elle aurait exaucée et qui se réalisa.
Cependant, le chapitre de la cathédrale de Nantes, étant incapable de gérer ses biens, cède leurs domaines à des familles aisés, sous la pression du Duc de Bretagne. Des seigneuries se créent alors comme celles du Grand-Blottereau, du Petit-Blottereau, de la Papotière, du Bois-Briand, des Perrines-Chamballan, de La Collinière.

### Temps modernes
La paroisse de Doulon fut divisée en deux sections distinctes : le « Haut Doulon » et le « Bas Doulon » : 
- Du Haut-Doulon dépendaient les villages et fermes de L'Aubinière, Le Bois-Brillant (ou Boisbriant), La Grenouillère, La Haluchère, La Papotière, La Ragotière, L'Écusson, Le Chambellan, La Clarière.
- Du Bas-Doulon dépendaient le château de La Colinière, La Bonnetière, Les Blottereaux, Les Perrines, Le Gué-Robert, Toutes-Aides, Le Pont-Mitry.

### Époque contemporaine

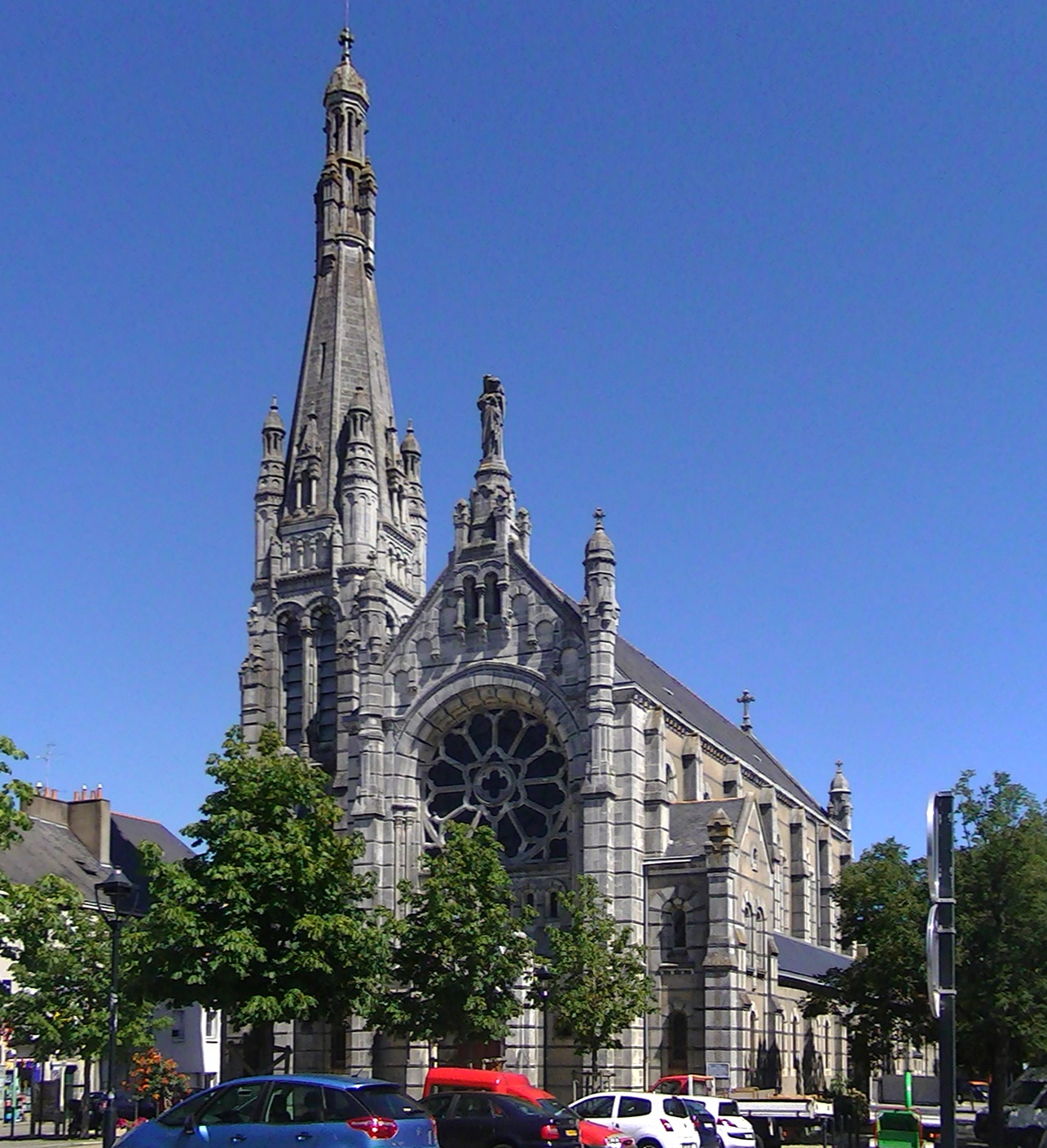
Église Notre-Dame-de-Toutes-Aides.

La paroisse Saint-Médard devient la commune de Doulon lors de la réforme administrative de la France au début de la Révolution.
Au  XIXe siècle, elle bénéficie du développement économique de Nantes avec notamment : la création de la gare de triage du Grand-Blottereau, et de l'implantation, dans la rue Bellier, de l'usine Brissonneau et Lotz, spécialisée notamment dans la construction de matériel ferroviaire (site actuellement occupé par le principal dépôt de tramway et le siège social de la Semitan).
Elle connaît un essor démographique, notamment dans les quartiers limitrophes de Nantes, qui bénéficient de la proximité de la manufacture des tabacs et de la gare d'Orléans. En 1873, une nouvelle paroisse, « Notre-Dame de Toutes-Aides », est créée et une nouvelle église est construite à partir de 1878 à côté de la chapelle du XVIIe siècle, sous la direction de l’architecte François Bougoüin. L'inauguration a lieu en 1881. 
Les deux paroisses sont habitées par des populations très différentes, souvent antagonistes :  
- « Toutes-Aides » avec ses ouvriers et ses cheminots ;
- « Vieux-Doulon » avec ses agriculteurs, essentiellement des maraîchers.

Cette situation sociale entretient parfois, une certaine rivalité entre les clubs paroissiaux et associations laïques ou ouvrières (notamment sur le plan sportif). En 1887, une pétition des habitants du Vieux Doulon demande même la division de la commune en deux sections électorales destinée à devenir indépendantes, mais la Préfecture rejeta leur demande deux ans plus tard.
Dans l'esprit des Doulonnais, seul Toutes-Aides doit être amené tôt ou tard à être réuni à sa voisine nantaise. Finalement, c'est l'ensemble de la commune qui est annexée en 1908, en même temps que celle de Chantenay à l'ouest de Nantes. L'annexion des deux communes est préparée durant le mandat du maire de Nantes Paul-Émile Sarradin et décidée par une loi du 3 avril 1908. Les municipalités de Nantes, Doulon et Chantenay sont alors dissoutes et remplacées par une commission municipale dirigée par Joseph Canal (du 4 avril au 17 mai), jusqu'à l'élection de la nouvelle municipalité unifiée dirigée par Gabriel Guist'hau. 
Doulon, comme Chantenay, conservait une spécificité administrative au sein de la ville de Nantes, grâce à la présence d'une mairie annexe et la désignation d'un « adjoint spécial ». Depuis les élections municipales 2008, aucun adjoint spécial n'a été nommé.

### Politique et administration
Le premier maire, Jean-Baptiste Lainé, élu en février 1790, était le curé de la paroisse. Ayant refusé de prêter serment à la Constitution civile du clergé, voté par la constituante le 12 juillet de la même année, il est sommé par les autorités, de s'éloigner de la commune. Dès lors, pendant un an, les doulonnais semblent ne pas avoir eu de maire déclaré.
| Période    | Période  | Identité                            | Étiquette | Qualité                                      |
| ---------- | -------- | ----------------------------------- | --------- | -------------------------------------------- |
| 1790       | 1791     | Jean-Baptiste Lainé                 |           |                                              |
| 1791       | 1792     | Pas de maire déclaré                |           |                                              |
| 1792       | 1792     | Pierre Millet                       |           |                                              |
| 1792       | 1795     | Julien Peignon                      |           |                                              |
| 1795       | 1800     | Jean Vrait                          |           | Agent municipal de la municipalité cantonale |
| 1800       | 1800     | Jean Vrait                          |           | Maire de la commune                          |
| 1800       | 1804     | Mathieu Dupé                        |           |                                              |
| 1804       | 1807     | Pierre Moriceau                     |           |                                              |
| 1807       | 1815     | Jean-Augustin Sioc'han de Kersabiec |           |                                              |
| 1815       | 1816     | Pierre Chevalier                    |           |                                              |
| 1816       | 1820     | Jean-Marie Le Lubois                |           |                                              |
| 1820       | 1824     | Jean-Augustin Sioc'han de Kersabiec |           |                                              |
| 1824       | 1826     | Félix de Soussay                    |           |                                              |
| 1827       | 1833     | Elie de la Barre                    |           |                                              |
| 1833       | 1859     | Jean-Baptiste Minatte               |           |                                              |
| 1859       | 1870     | Jacques Lambert                     |           |                                              |
| 1870       | 1871     | François Süe                        |           |                                              |
| 1871       | 1880     | Jean Cottin de Melleville           |           |                                              |
| 1880       | 1892     | Joseph Doury                        |           |                                              |
| 1892       | 1893     | Leuduger Fortmorel                  |           |                                              |
| 1893       | 1908     | Louis Millet                        |           |                                              |
| avril 1908 | mai 1908 | Joseph Canal                        |           | Président de la délégation spéciale          |
| 1971       | 1977     | Gabriel Thomas                      | PS        |                                              |

## Évolution démographique de 1793 à 1906
| 1793  | 1800  | 1806  | 1821  | 1831  | 1841  | 1846  |
| ----- | ----- | ----- | ----- | ----- | ----- | ----- |
| 1 319 | 1 203 | 1 339 | 1 401 | 1 415 | 1 523 | 1 463 |

| 1851  | 1856  | 1861  | 1866  | 1872  | 1876  | 1881  |
| ----- | ----- | ----- | ----- | ----- | ----- | ----- |
| 1 548 | 1 612 | 1 740 | 2 669 | 2 997 | 3 304 | 4 094 |

| 1886  | 1891  | 1896  | 1901  | 1906  | - | - |
| ----- | ----- | ----- | ----- | ----- | - | - |
| 4 932 | 5 521 | 6 004 | 6 880 | 6 990 | - | - |

## Patrimoine culturel

### Édifices civils
- Manoir du Verger
- Manoir du Grand Blottereau
- Manoir du Petit Blottereau
- Manoir de la Rivière
- Manoir de la Coliniére
- Manoir de la Chesnais
- Manoir de la Papitiére
- Manoir de Bois-Briand